# Nipaecoccus shillongensis
Nipaecoccus shillongensis är en insektsart som beskrevs av Khalid och Shafee 1988. Nipaecoccus shillongensis ingår i släktet Nipaecoccus och familjen ullsköldlöss. Inga underarter finns listade i Catalogue of Life.